# Братский вестник
«Братский вестник» — религиозный журнал, официальное издание Всесоюзного совета евангельских христиан-баптистов (ВСЕХБ) на протяжении всего времени существования ВСЕХБ — с 1944 по 1992 год. Выпускался с 1945 года с периодичностью раз в два месяца (шесть раз в год). Первым главным редактором журнала был генеральный секретарь ВСЕХБ А. В. Карев.
Сначала тираж журнала составлял 3 тысячи экземпляров, а с 1957 года возрос до 5 тысяч экземпляров. С конца 1949 года по 1952 год включительно журнал не выходил.
В 2005 году начал издаваться в качестве печатного органа Евро-Азиатской федерации союзов евангельских христиан-баптистов.

## Редакторы
Главные редакторы:
- А. В. Карев — 1945—1971[«ком.» 1]
- И. Г. Иванов — 1972—1974
- А. М. Бычков — 1975—1990
- А. И. Фирисюк — 1990—1993
- В. А. Мицкевич — 1994
- Г. И. Комендант — 1995
- В. Г. Куликов — 1998—2007

Ответственные редакторы:
- Я. И. Жидков — 1945—1949
- В 1950—1952 годах журнал не выходил, в 1953—1967 годах редакторский состав в выходных данных не указывался
- И. Г. Иванов — 1968—1971
- В. Г. Куликов — 1990—1997
- Ю. В. Куликов — 2008—2017

## Содержание
Журнал публиковал официальные материалы — письма и обращения ВСЕХБ, приветственные телеграммы зарубежных религиозных организаций, репортажи с различных съездов и заседаний, отчёты о поездках руководителей ВСЕХБ и старших пресвитеров за границу или по церквям в регионах СССР, — с описанием жизни церквей. В журнале печатались биографии деятелей евангельского движения. В то же время демократичность журнала проявлялась в многочисленных публикациях писем и стихов обычных верующих.
Также в журнале публиковались проповеди и работы по библеистике, включая справочные и энциклопедические материалы (например, статьи из Библейской энциклопедии архимандрита Никифора или из «Толкователя Библии» И. Я. Болкмелдера). Лекции, предназначенные для Заочных библейских курсов, начали публиковаться в «Братском Вестнике» примерно за два года до момента открытия курсов. В дальнейшем «Братский Вестник» воспроизвёл практически все курсы этого учебного заведения, фактически предоставив широкому кругу читателей возможность самостоятельно получить полноценное духовное образование.
Значительная часть опубликованных материалов была написана специально для публикации в «Братском вестнике». Журнал публиковал работы как авторов, ставших уже классиками духовного евангельского творчества (Ивана Каргеля, Чарльза Сперджена, Ивана Проханова, Александра Карева), так и современных религиозных писателей.

### Историчность

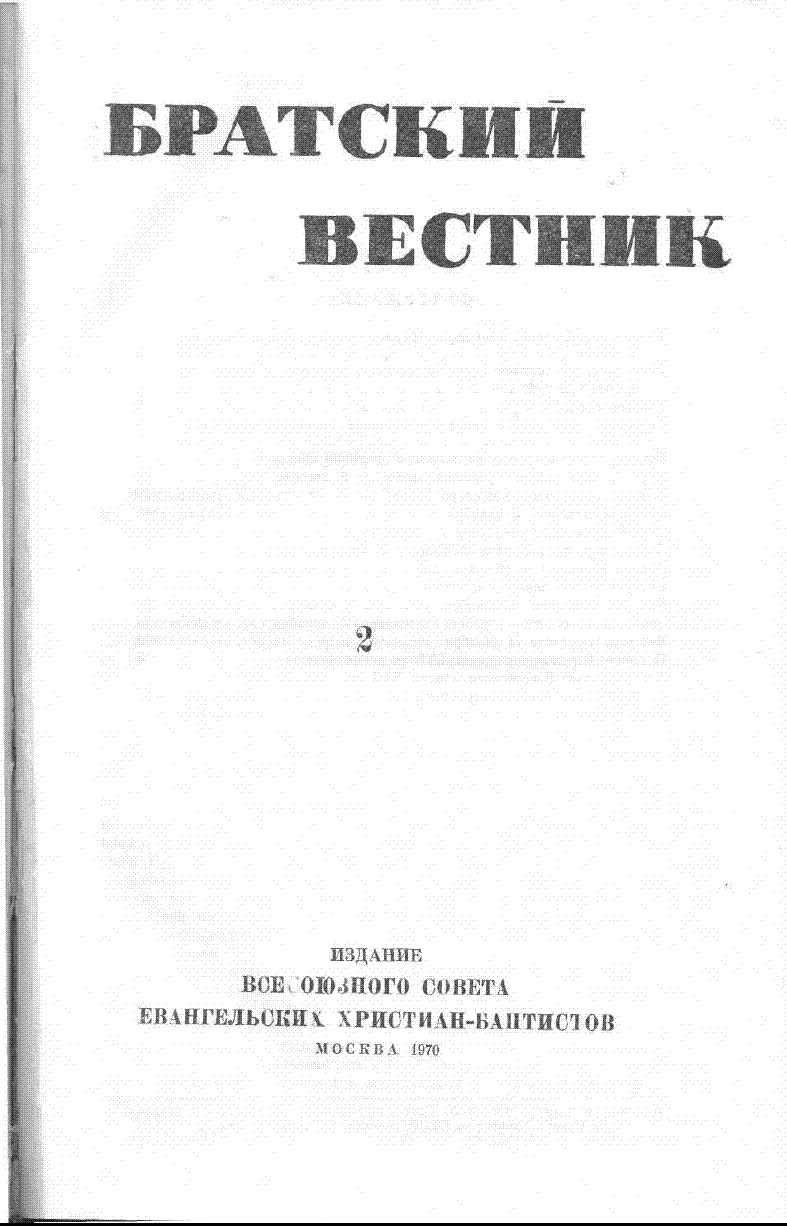
Титульная страница журнала «Братский вестник» № 2, 1970

Авторы «Братского вестника» осознавали историческую преемственность евангельских христиан-баптистов. На страницах журнала отражена идея участия движения в историческом процессе спасения погибающего человечества, начавшегося во времена Ветхого Завета, продолженного Христом и апостолами и дотянувшегося до современности. Исторический подход авторов ощущался и в разборе библейских текстов, и в освещении современных событий.
Неслучайно, одним из самых популярных жанров журнала стали биографии. «Братский вестник» публиковал и жизнеописания библейских персонажей и биографии деятелей евангельско-баптисткого движения. История Церкви в нем рассматривалась как совокупность индивидуальных историй верующих, каждый христианин — как личность, влияющая на ход церковной истории.
Журнал не только осмысливал исторический процесс, но и фиксировал его, став наиболее мощным источником публикаций по истории ЕХБ в послевоенный период.

## Значение
«Братский Вестник» был основан одновременно с объединением евангельских христиан и баптистов и созданием Всесоюзного совета евангельских христиан-баптистов (ВСЕХБ). Журнал был призван стать рупором руководства объединённого братства, доносящим социальные и богословские взгляды в каждую общину евангельских христиан-баптистов. Основной задачей журнала руководство ВСЕХБ видело в «правильном воспитании» членов церкви «как с духовной, так и с гражданской точки зрения». Эта задача достаточно успешно выполнялась посредством публикации проповедей, духовно-назидательных статей, официальных обращений и отчётов, решений съездов союза.
Хотя издание и подвергалось жёсткой цензуре со стороны атеистических властей, оно было популярно среди верующих. Во многих общинах практиковалось коллективное чтение журнала.
Учитывая, что в послевоенное время до 1968 года у евангельских христиан-баптистов в СССР не было учебных заведений, «Братский вестник» играл роль своеобразной семинарии, предоставлявшей материал для религиозного самообразования.
«Братский Вестник» «являлся средством достижения единства церкви Христовой. Для многих верующих в отдаленных уголках нашей страны журнал являлся по сути единственной ниточкой, которая соединяла их с остальным христианским миром. Само название журнала подразумевало процесс получения „вестей от братьев“, сохранения кровных уз вдали от дома, в условиях, когда жизнь разбросала членов единой семьи по всему миру. Даже в самые тяжелые времена гонений журнал публиковал отклики простых членов церквей и был практически открыт для всех детей Божьих. Причем сфера охвата читательской аудитории журнала выходила далеко за границы СССР. Соответственно и сфера интересов журнала охватывала весь мир. Информация о жизни христиан во всем мире на деле имела важнейшее значение. Когда простой верующий читал о христианах в других странах, у него рождалось понимание масштабности действий Божиих. Он осознавал, что он не один. Он часть большой баптистской семьи, и его судьба не безразлична очень многим братьям и в СССР, и в далекой Аргентине или Канаде», — считает автор статьи «Традиции издательства ВСЕХБ в журнале „Братский Вестник“» А. В. Попов.

### Комментарии
1. ↑  До 1971 года А. В. Карев не указывался как главный редактор в выходных данных, но по свидетельству других служителей, являлся таковым. «Братский вестник» 1972, № 1, с.51, 56
2. ↑  Попов Александр Владимирович Архивная копия от 28 февраля 2018 на Wayback Machine — преподаватель Московской богословской семинарии ЕХБ. Специалист в области библиологии и библейских языков. Магистр богословия (ThM, University of Wales), доктор богословия (PhD, University of Wales)